# ダツァン
ダツァン（チベット語: གྲྭ་ཚང་、ロシア語: Дацан、ブリヤート語: Дасан、トゥバ語: Дассың、英: Datsan）は、ロシア連邦領内におけるチベット仏教の寺院の一形態。語源はチベット語で「人里から離れていない寺院」を意味するタツァン（チベット語：གྲྭ་ཚང་、発音：grwa tshang）。
ロシアでは極東を中心にモンゴル族（ブリャート）の信仰するゲルク派のダツァンが近世以降建設されている。ダツァンは20世紀初頭まではバイカル湖以東にのみその姿を見せるにすぎなかったが、欧州における最初のダツァンとして帝政末期のロシアで1903年からグンゼチョイネイ・ダツァンの建築が始まり、1913年に竣工した。
ロシアでダツァンが公認されるようになったのは帝政初期の1734年のことだった。その後1853年に出された法令により、イルクーツク州で2院、ザバイカル州32院、計34院のダツァンが州知事により認可された。
しかし帝政が倒れソビエト連邦の時代になると宗教関連の施設は教義を問わず軒並み弾圧を受けるようになり、この頃までにザバイカルのブリャート居住地域で47院を数えるまでに発展していたダツァンのすべてが取り壊されたり閉鎖されたりしている。その後1945年にはイヴォルギンスキー・ダツァンが開かれ、長い年月を経てアギンスキー・ダツァンも活動を再開した。1991年にはさらに10のダツァンが開かれた。

## ロシアのダツァン一覧
- ホイモルスキー・ダツァン (Хойморский дацан) - カルムイク共和国アルシャン (カルムイク共和国)
- ハンブィン・フレ・ダツァン (Улан-Удэнский Дацан Хамбын Хурэ) - ブリヤート共和国ウランウデ
- クルムカンスキー・ダツァン (Курумканский Дацан) - ブリヤート共和国クルムカン
- サルトゥール・ゲゲトゥイ・ダツァン (Сартуул Гэгэтуйский Дацан) - ブリヤート共和国ゲゲトゥイ
- エギトゥイスキー・ダツァン (Эгитуйский Дацан) - ブリヤート共和国エギトゥイ
- サナギンスキー・ダツァン (Санагинский  Дацан) - ブリヤート共和国サナガ
- イヴォルギンスキー・ダツァン (Иволгинский Дацан) - ブリヤート共和国ヴェルフニャヤ・イヴォルガ
- キジンギンスキー・ダツァン (Кижингинский Дацан) - ブリヤート共和国キジンガ
- バルダン・ブレイブン・ダツァン (Дацан Балдан Брэйбун) - ブリヤート共和国ムロチ
- トゥグヌイスキー・ダツァン (Тугнуйский дацан) - ブリヤート共和国ムホルシビル
- オキンスキー・ダツァン (Окинский дацан) - ブリヤート共和国オルリク
- タムチンスキー・ダツァン (Тамчинский дацан) - ブリヤート共和国グシノオズリョルスク
- クィレンスキー・ダツァン (Кыренский дацан) - ブリヤート共和国クィレン
- チェサンスキー・ダツァン (Чесанский дацан) - ブリヤート共和国チェサン
- アギンスキー・ダツァン (Агинский Дацан) - アガ・ブリヤート自治管区アギンスコエ
- ツゴルスキー・ダツァン (Цугольский дацан) - アガ・ブリヤート自治管区ツゴル
- ウスチ＝オルディンスキー・ダツァン (Усть-Ордынский (Абатанатский) дацан) - ウスチ＝オルダ・ブリヤート自治管区ウスチ＝オルダ
- ウグダンスキー・ダツァン (Угданский дацан)
- アニンスキー・ダツァン (Анинский дацан) - アナ
- グンゼチョイネイ・ダツァン (Дацан Гунзэчойнэй) - サンクトペテルブルク